# مهریز
مِهریز مرکز شهرستان مهریز در استان یزد است.
مهریز باغ شهر تاریخی استان یزد و جزو دو شهرستان برتر از نظر آب و هوایی در استان یزد می‌باشد.

## موقعیت جغرافیایی
مهریز از شمال با شهرستان یزد، از جنوب شرقی با شهرستان انار و از جنوب با شهرستان شهربابک استان کرمان، از جنوب غربی با شهرستان مروست، از غرب با شهرستان تفت و از شرق با شهرستان بافق همسایه است واین شهر در مسیر بزرگراه ترانزیتی بندرعباس - تهران و ابتدای مسیر بزرگراه در حال احداث مهریز به نی‌ریز واقع شده‌ است.

## وجه تسمیه
بر اساس متون تاریخی و نسخ خطی، مهریز از نام مهرنگار، دختر انوشیروان ساسانی گرفته شده‌است.

## جمعیت
بر پایه سرشماری عمومی نفوس و مسکن در سال ۱۳۹۵ جمعیت این شهر ۳۴٬۲۳۷ نفر (۱۰٬۳۴۴ خانوار) بوده‌است.

## آثار تاریخی

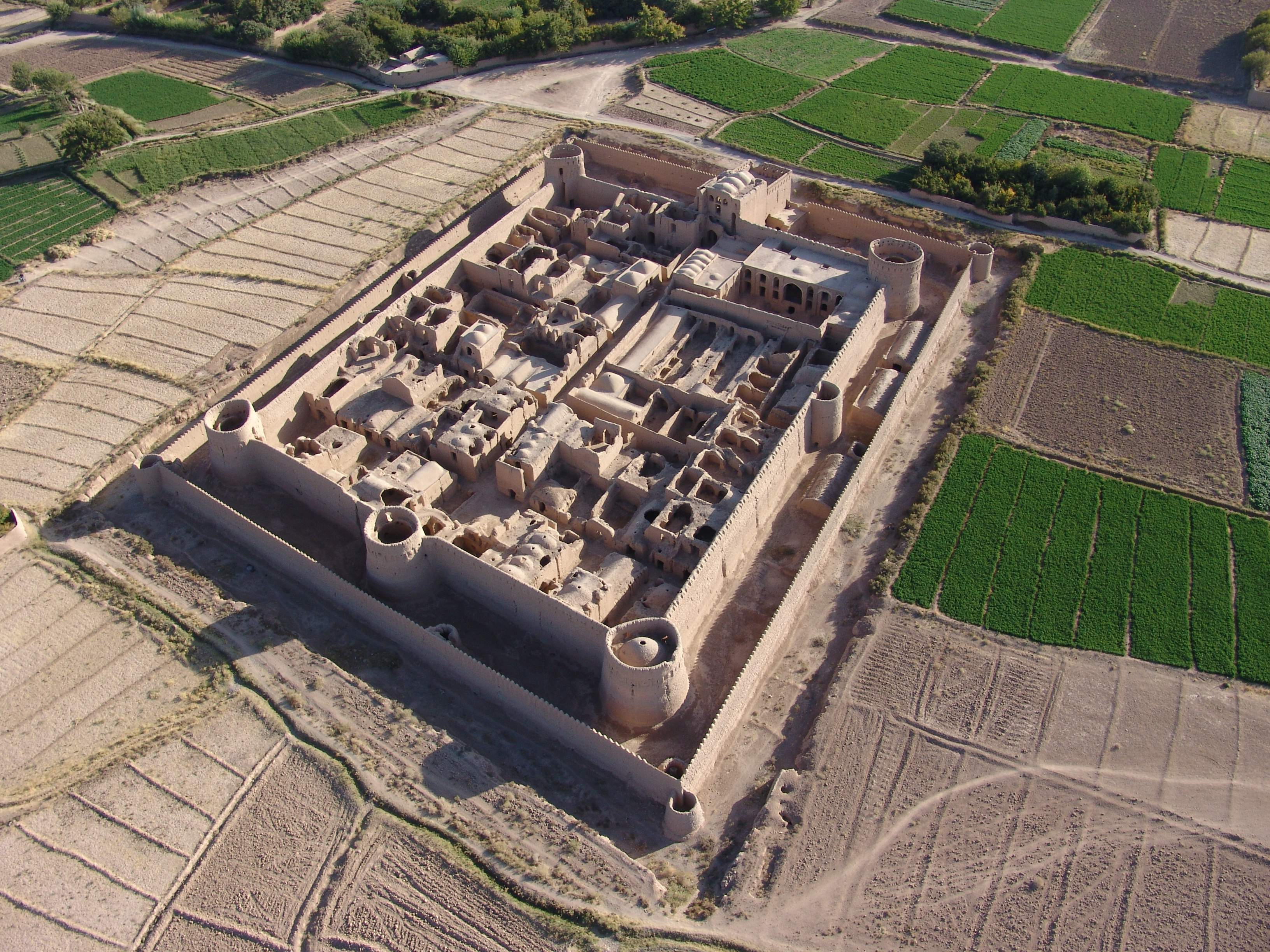
مجموعه مهرپادین مهریز

- قنات حسن‌آباد مشیر (میراث جهانی یونسکو)
- باغ پهلوان‌پور (میراث جهانی یونسکو)
- باغ خوشنویس
- مجموعه مهرپادین (قلعه مهرپادین)
- ارگ تاریخی سریزد
- مسجد جامع باغ‌بهار
- حسینیه باغ‌بهار
- قلعه خورمیز
- سنگ‌نگاره‌های کوه ارنان
- رباط زین‌الدّین
- خانهٔ اخوان طباطبایی
- زیارتگاه پیر نارکی
- باغ خوشنویس (استهریج)

مهریز دارای مساجد دیدنی بسیاری است که از معروف‌ترین آن‌ها مسجد جامع مهرپادین است.
این مسجد از بناهای سده هشت هجری قمری بوده و دارای گنبد، ایوان، شبستان و منار است. منار آن بر سردر مسجد ساخته شده و با کتیبه‌ای از کاشی معرق تزیین شده است.
بر اساس متن کتیبه، این مسجد در اوایل سده هشت هجری قمری توسط «محفوظ بن محمد» ساخته شده است.
این مسجد با بیش از ۹۰۰ سال قدمت، یکی از باارزش‌ترین آثار به جای مانده در این شهرستان است و دارای گنبد، ایوان، شبستان، منار و نیز فضاهای تابستانه و زمستانه به ترتیب با هزار و هزار و ۸۰۰ متر مربع مساحت است.
یکی دیگر از آثار تاریخی مهریز، قلعه سریزد می‌باشد که یکی از کهن‌ترین و بزرگ‌ترین صندوق امانات بانکی ایران و جهان در دوره ساسانی است که به منظور ذخیره‌سازی مواد غذایی، پول، طلا، زیورآلات و… در آن زمان استفاده می‌شد.

## ره‌آورد
- انار
- پسته
- انجیر
- فرش
- صیفی‌جات
- گیوه‌بافی
- سبدبافی
- قطاب و باقلوا
- چاقوسازی
- زعفران

## جاذبه‌های گردشگری
- باغ پهلوان‌پور
- باغ خوشنویس
- مجموعه مهرپادین (قلعه مهرپادین)

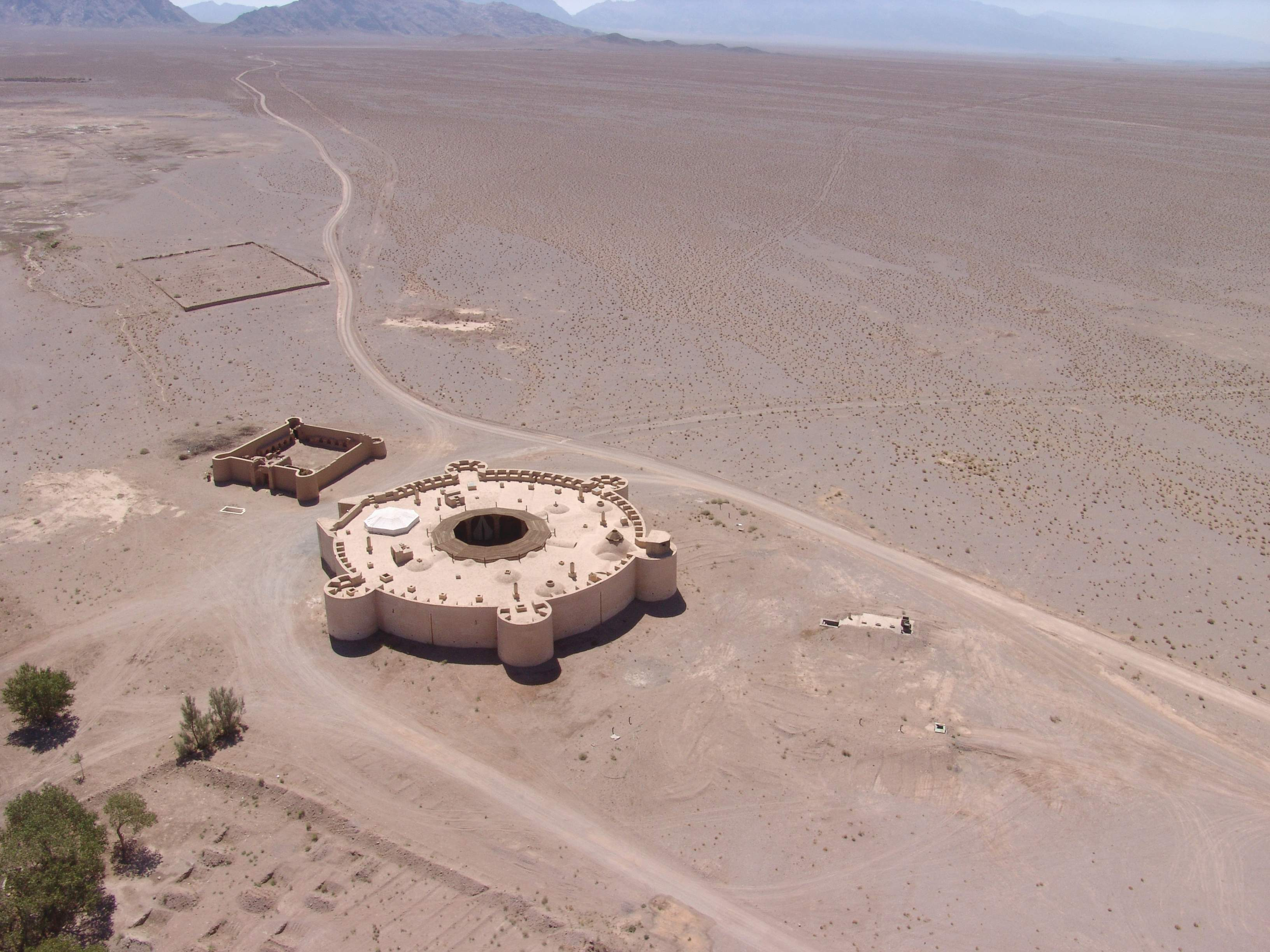
کاروانسرای زین‌الدین

- قنات حسن‌آباد مشیر( میراث جهانی یونسکو )
- چشمه غربالبیز[۶]
- کوه ریک
- برج بادگیر بزرگ شکیب
- کاروانسرای زین‌الدین
- قلعه سریزد
- سرو کهنسال
- مسجد جامع باغبهار
- زیارتگاه پیر نارکی زرتشتیان
- روستای ثانی آباد
- تل طزنج
- قلعه خورمیز
- قلعه منگاباد
- سنگ نگاره‌های کوه ارنان
- مسجد و حسینیه و آب انبار حاجی محمدجعفر سرحوض با قدمت دویست و بیست سال

## اماکن دیدنی
- باغ خوشنویس
- کوهریگ
- برج آسیاب ریگ
- امامزاده شاه صفی الله
- غربالبیز
- مسجد جامع باغبهار
- حسینیه باغبهار
- برج بادگیر بزرگ شکیب
- حمام قدیمی و موزه استهریج
- چشمه آب و تفریحگاه غربالبیز
- امامزاده سید غیاث الدین در مهرپادین
- سرو کهنسال منگاباد
- قلعه تاریخی مهریز
- کشته خانه
- باغ پهلوان پور
- قلعه رباط سربرد
- زیارتگاه پیر نارکی
- مسجد جامع
- مسجدوحسینیه واب انباربابدگیرهای منحصربه‌فرد حاجی محمدجعفرسرحوض

مجموعه بناهای باقدمت بالای دویست سال باخشت خام ومعماری قرن دهم بادگیرهای مسجدواب انبارصدردخشت خام بامعماری ویژه. به‌طوری‌که بازده وبادهی ومعماری ان منحصربه‌فرداست. زارع زرگر
- رباط زین الدین:

رباط زین الدین در۶۰ کیلومتری جاده یزدـ کرمان، حدود ۵۰۰ متر خارج از جاده قرار گرفته‌است. فاصله آن تا شهر مهریز حدود ۳۰ کیلومتر است. تاریخ احداث بنا به دوره صفویه (۱۰۰۷ تا ۱۰۳۰ هجری قمری) برمی گردد.
- رباط کرمانشاه:

رباط کرمانشاه که کرمانشاهان هم گفته می‌شود، آبادی کوچکی بر سر راه یزد به کرمان به فاصله شش فرسخ از رباط زین الدین است که از قدیم‌الایام حدفاصل میان خاک این دو شهر بوده‌است.
- رباط نو سریزد:

رباط نو سر یزد در انتهای آبادی سریزد در پایان راه (خیابان) اصلی عبوری در میان آبادی و در مجاورت آب انبار و مسجد جامع سریزد و به فاصله کمی از رباط قدیمی و خشتی موجود قرار گرفته‌است.
- رباط شمس:

این رباط در جاده یزد ـ کرمان واقع شده‌است. این رباط در عصر صفویه بنا شده و دارای ساختمانی آجری و نقشه‌ای مربع شکل است و پنج برج دیده‌بانی دارد. ورودی ساختمان در ضلع غربی قرار دارد و به هشتی منتقل می‌شود.
- کاروانسرای شاه عباسی:

این کاروانسرا در فاصله ۳۵ کیلومتری جاده یزدـ کرمان در روستای علی‌آباد و در حاشیه شهر مهریز قرار دارد. پلان این کاروانسرا از نوع پلان چهار ایوانی است که از آجر ساخته شده و بانی آن «شاهزاده معارف دوست محمد ولی میرزا» پسر فتحعلی شاه بوده‌است. بنای آن از سمت جاده دارای چهارده صفه و بلندی دیوار آن پنج متر است و چهار برج در چهار گوشه دارد.

## قلعه‌ها
انسان در روزگار گذشته همواره در معرض خطرات پیرامون خویش قرار داشته و برای تأمین امنیت و بقای خود به اشکال مختلف به مقابله با آن می‌پرداخت. یکی از ساده‌ترین شیوه‌ها این بودکه دیواری گرد محل سکونت خویش بنا کند و زیستگاه خود را در آن ایمن سازد؛ بنابراین نوعی بنای محصور متناسب با وضعیت و شرایط طبیعی و جغرافیایی محل سکونت خود پدیدآورد که قلعه «جلگه‌ای یا دشتی» نامیده می‌شود. قلعه‌های جلگه‌ای گونه‌ای از معماری سنتی این سرزمین بودند که هسته اصلی شهرهای امروزی را پدیدآوردند و راه را برای شهرهای امروزی هموار ساختند.
- قلعه مهرپادین (دوره افشاریه):

قلعه مهرپادین یکی از آثار باستانی شهرستان مهریز می‌باشد که مابین جاده یزد ـ کرمان و خیابان انقلاب در قسمت ورودی زمین‌های کشاورزی آن منطقه قرارگرفته‌است.
- قلعه خورمیز:

قلعه خورمیز دارای طول و عرض ۳۲ ×۶۳ متر و ۶ برج می‌باشد. چهار برج چهار گوشه و ۲ برج در قرینه یکدیگر در جهت طول قلعه ساخته شده‌اند.
- قلعه سریزد:

قلعه سریزد یکی از زیباترین و سالمترین قلعه‌های جلگه‌ای این سرزمین است که در نوع خود بی‌نظیر است. این قلعه از خارج شامل دیواری به ارتفاع۲ متر گرداگرد است که قبلاً دارای ارتفاع بیشتری بوده‌است. خندقی به عمق ۲ متر و عرض ۵ تا ۶ متر در اطراف قلعه، حصار و باروی قلعه که ارتفاعی حدود۶ تا ۷ متر دارد و گرداگرد قلعه را فرا گرفته و دارای ۹ برج دیده‌بانی مدور به ارتفاع ۸ تا ۹ متر در گوشه‌ها و میانه اضلاع می‌باشد.
- قلعه هرفته (متعلق به دوره زندیه):

قلعه هرفته خارج از روستای هرفته و حدود ۲۰۰ متر با روستا فاصله دارد و در کنار قبرستان کنونی می‌باشد. قابل ذکر است در گذشته نه چندان دور، هنگامی که مردم هرفته قصد بیرون آمدن از قلعه را کرده و تمایل پیدا کردند که در خانه‌های جدا از یکدیگر زندگی کنند خانه‌های مسکونی نزدیک قلعه و آبادی‌های آن که تقریباً دراطراف بود در اثر مهاجرت سکنه و به مرور زمان تخریب شد و جز تلی از خاک چیزی از آن‌ها بر جای نماند.

## قنات‌ها
- قنات سرچشمه
- قنات محله پایین
- قنات تغارسنجر
- قنات باغبهار
- قنات مهرپادین

،* قنات حسن‌آباد مشیر
- قنات شاه حسین
- قنات چشمه محله عرب
- قنات باقرخان

## خانه‌ها
تأثیراقلیم برمعماری مسکونی مهریز، به منظور رهایی از تابش آفتاب خانه‌ها در خلاف جهت تابش نور و با دیوارهایی بلند که همواره یکطرف خانه را در پناه سایه قرارمی دهد ساخته شده‌است. درخانه‌ها با دو کوبه زنانه و مردانه به همراه شکست فضای ایوان نشانگر تأثیر بارز فرهنگ مذهبی در معماری بومی منطقه‌است. معمولاً سطح ایوان و حیاط خانه را به خاطر سوار شدن (آب)، دو سه پله پایین‌تر از سطح کوچه بنا می‌کردند که در نتیجه نسشت و رسوب سرما درکف گود حیاط و سرخوردن آن به داخل زیر زمین محیط خنکی را در تابستان‌ها ایجاد می‌کرد. شکل حیاطها عمدتاً چهارگوش بوده که در هر سو به مناسبتی، اتاقهای تعبیه شده و در شمال یامشرق، اتاقهای زمستانی به خار آفتابگیر بودن و در سمت جنوب یا غرب حیاط، تالار یا مهمانخانه بنا می‌شده‌است. در جلوی هرکدام ازاتاق‌ها معمولاً پیشگاه با صفه ایوان مانند و بدون درب قرار دارد که مانع ورود شن به داخل اتاق هاگردیده و فضایی برای تجمع تابستانه اهل خانه‌است. در شهر و روستا شکل کلی و بافت اصلی معماری، کم و بیش یکسان است. گرچه در روستاهای کوهستانی متناسب با وضعیت اقلیمی، به جای بادگیر از سقف‌های گنبدی شکل استفاده می‌شود، روی هم رفته عامل اصلی در ترکیب و شکل‌گیری معماری سنتی آبادی‌ها، اقلیم و محیط کویری منطقه‌است.

## ویژگی‌های معماری سنتی در مهریز
بادگیر، سردابه، دیوارهای قطور، سقف‌های گننبدی و… مشخصه بارزی در این زمینه‌است. از سوی دیگر سادگی در سبک و نوع معماری از ویژگی‌های قابل توجه معماری منطقه‌است که بی شک متأثر از نوع مصالح مورد استفاده (خشت و گل) و تأثیر عوامل اقتصادی و فرهنگی مانند قناعت مردم منطقه‌است. این ویژگی‌ها امروز از محیط پیرامون و زمینه‌های فعالیت، ابزار مناسبی پدیدآورده و در جهت نیازها، رفاه و آسایش بیشتر، ابزار مورد استفاده را تحول و تکامل بخشیده‌است.
جایگزینی وسایل مدرن و راحتی بخش زندگی منجر به ضعف کارکرد عناصر مختلف معماری شده و تا حدودی ساخت آن را نیز دستخوش تحول کرده‌است. این تحولات در اشکال جدید از کمرنگ شدن مکانیزم مقابله با کویر شروع شده و با رعایت جنبه‌های تزیینی و پیچیدگی نسبی در سبک معماری ادامه یافته‌است. از بین رفتن بادگیر، بلندی ساختمان‌ها، استفاده از آجر به جای خشت و گل و تغییر فضا داخلی محل‌های سکونت و تبعیت از اشکال مدرن خانه‌سازی از آن جمله‌اند. این روند اجتناب ناپذیر به مرور فرهنگ معماری منطقه را از قابلیت‌های برجسته همسازی و انطباق با محیط تهی نموده و بافت‌های ناهمگون و دوگانه‌ای در فضای زیستی پدیدآورده‌است. در مساکن جدید، عملکردهای سنتی سکونت از میان رفته و در جهت بهره‌گیری از وسایل رفاهی جدید شکل گرفته‌است.